# Delage 155B
Pour les articles homonymes, voir Delage.
La Delage 1500 GP ou Delage 155B ou Delage 15S8 ou Delage 15SB une voiture de compétition monoplace de Grand Prix de l'écurie Delage (du constructeur automobile français Delage) construite à 6 exemplaires entre 1926 et 1927, détentrice du double titre de Champion du monde des manufacturiers 1927 (et de vice Champion du monde des manufacturiers 1926).

## Histoire
Ce modèle de voiture de Grand Prix européen est conçu par Louis Delâge, pour succéder à ses Delage 2LCV V12 de 1922.

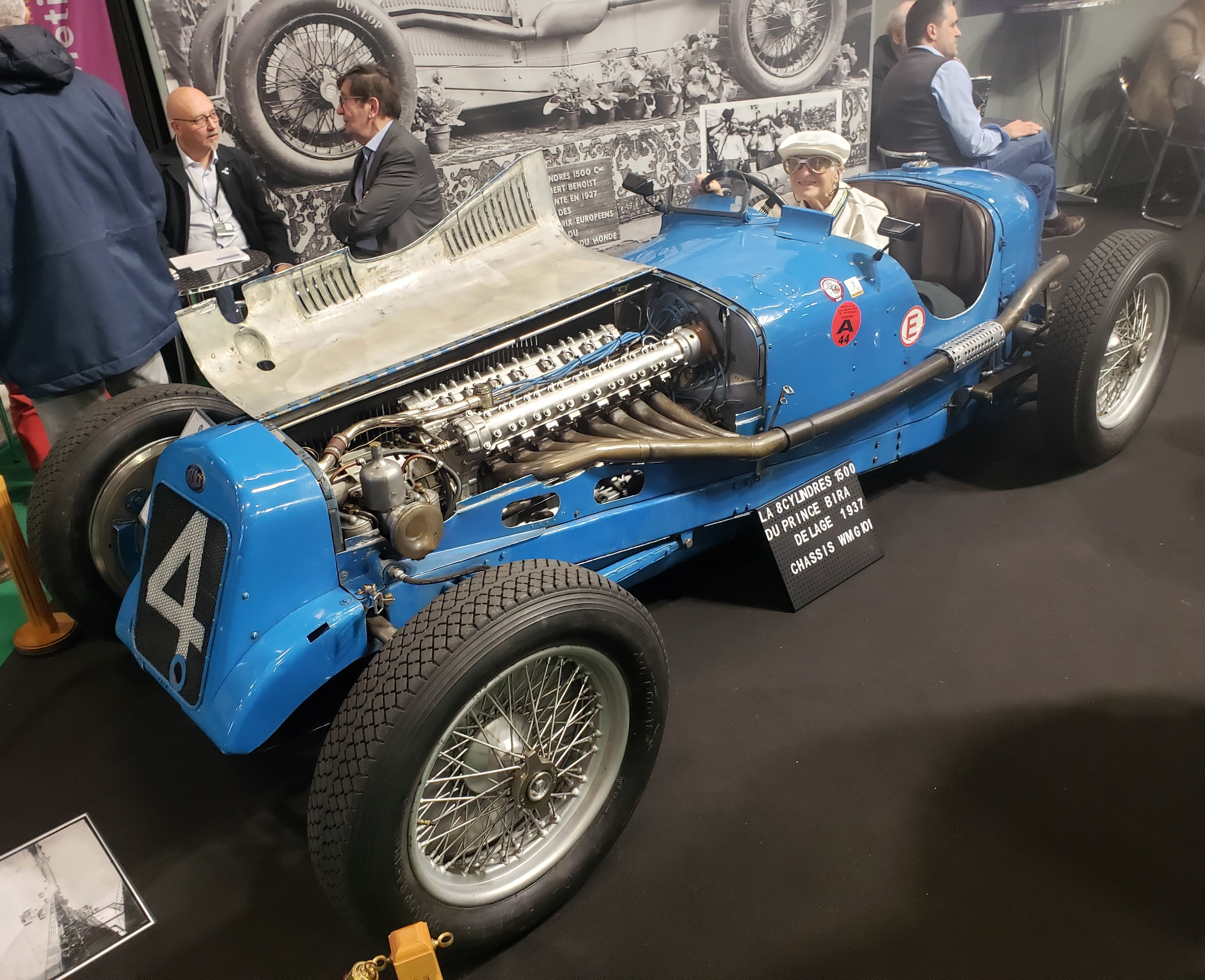
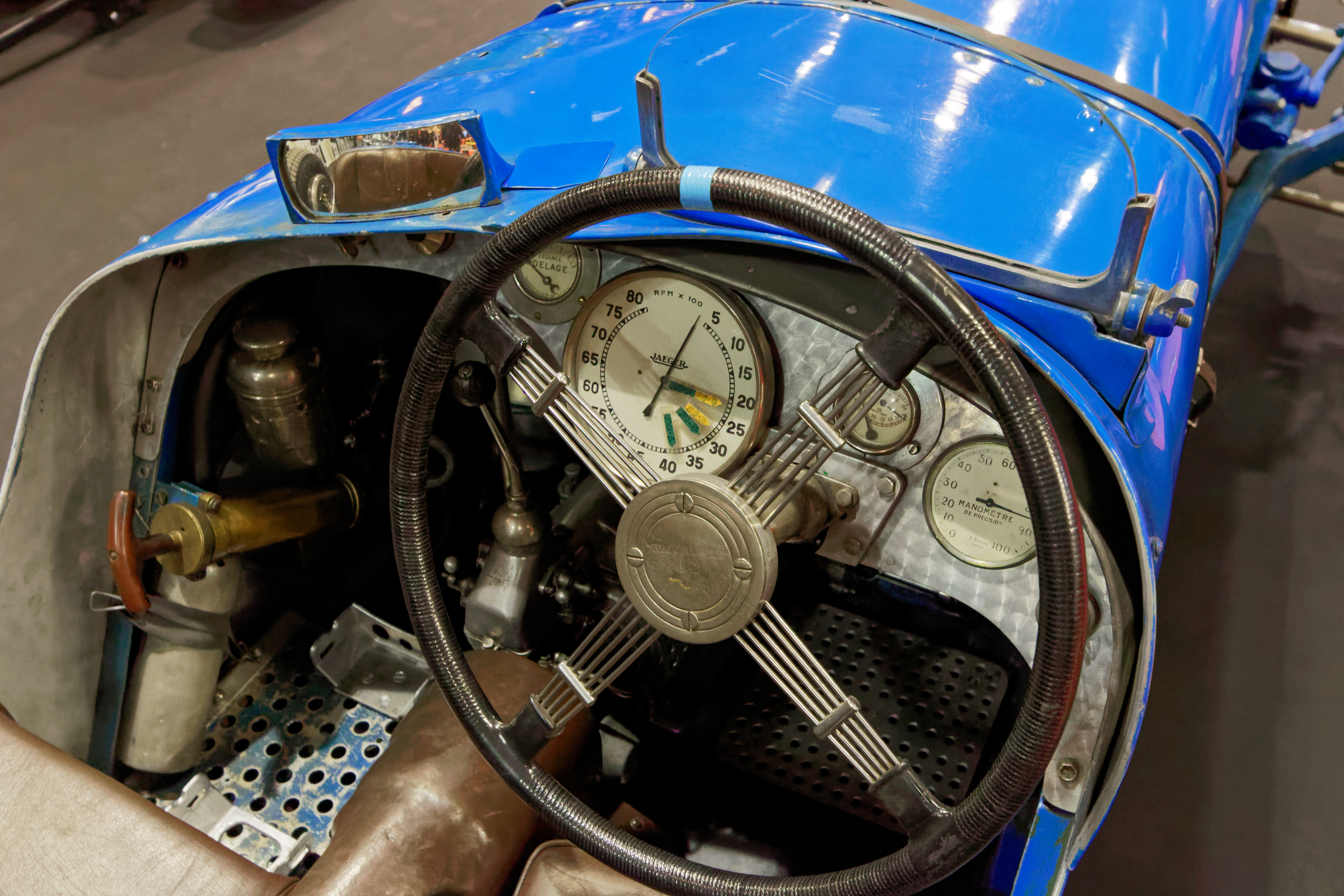
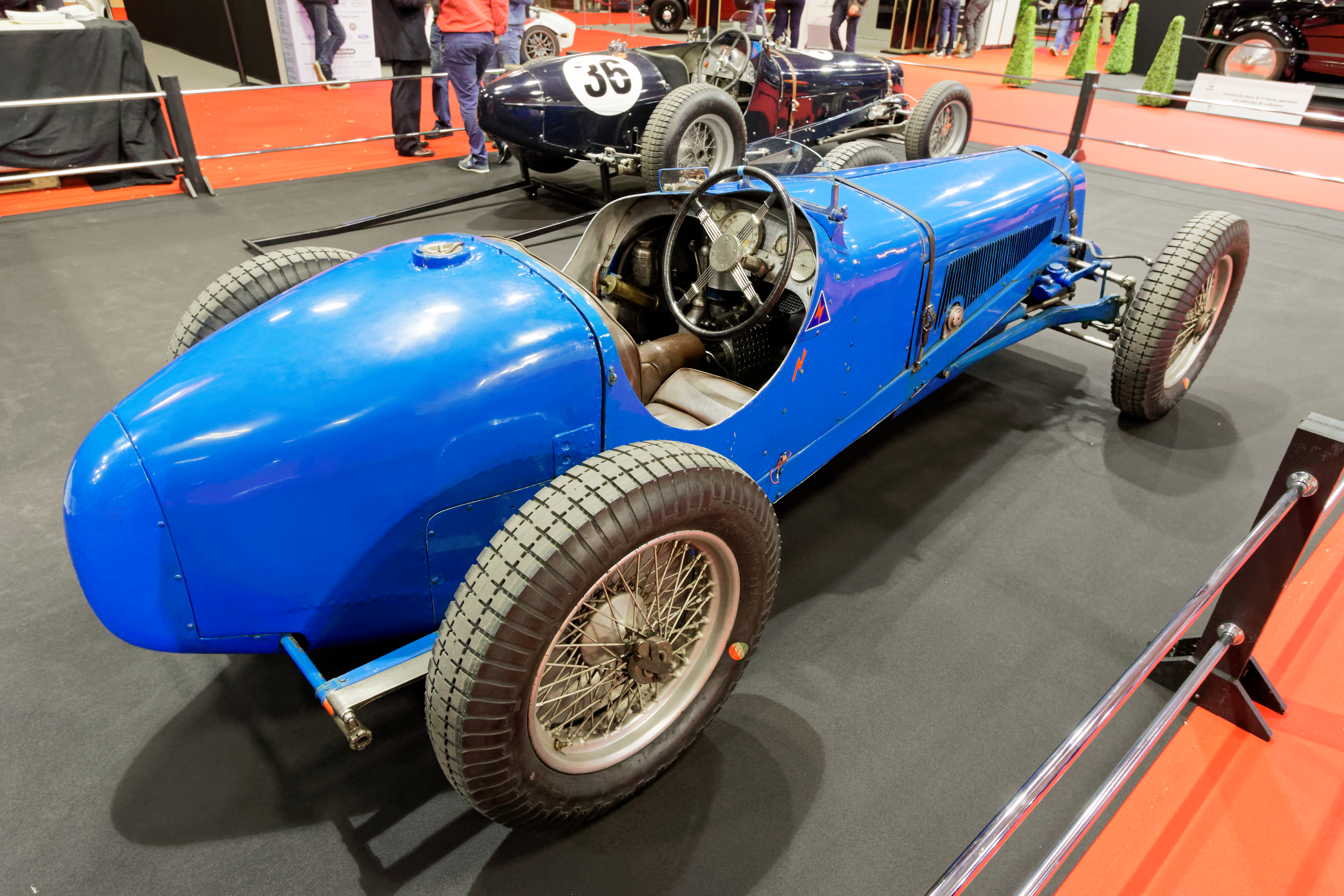

Elle est motorisée avec un nouveau moteur atmosphérique 8 cylindres en ligne 16 soupapes double arbre à cames en tête compressé, de 1,5 L pour 170 ch, du motoriste Albert Lory (conforme à la nouvelle réglementation de moteur 1,5 L de Grand Prix de 1926),,. 

## Modèles
- 1926 : Delage 155B
- 1927 : Delage 15 S8
- 1927 : Delage 15 SB

## Compétition
L'écurie Delage domine les deux saisons de Grands Prix automobiles 1926 et 1927, avec trois voitures dans chaque course, présentée au Grand Prix automobile de Saint-Sébastien 1926, avec une première victoire au Grand Prix automobile de Grande-Bretagne 1926 de Louis Wagner et Robert Sénéchal, et un seul abandon au Grand Prix de La Baule 1927.

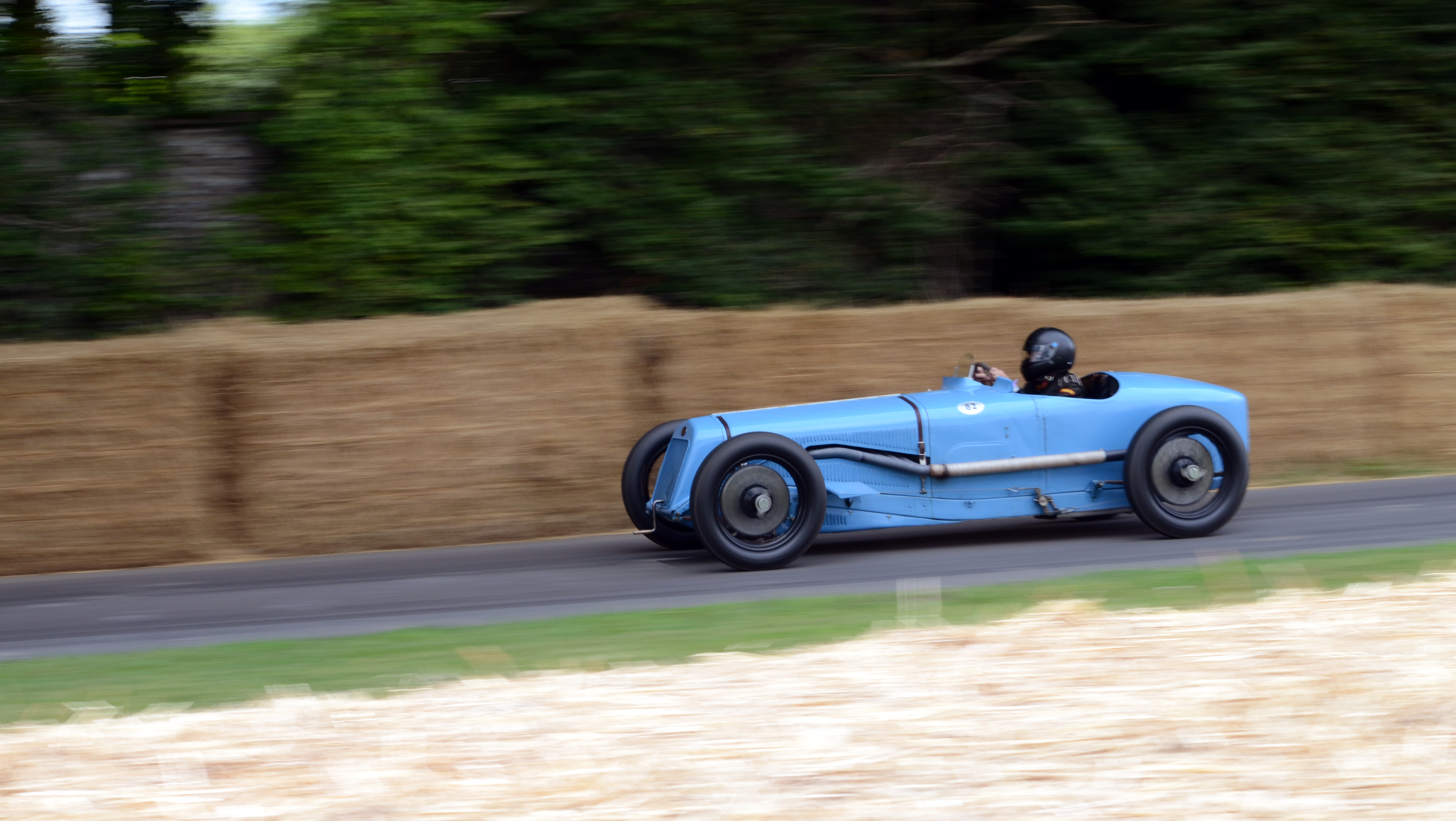
Au Festival de vitesse de Goodwood 2017
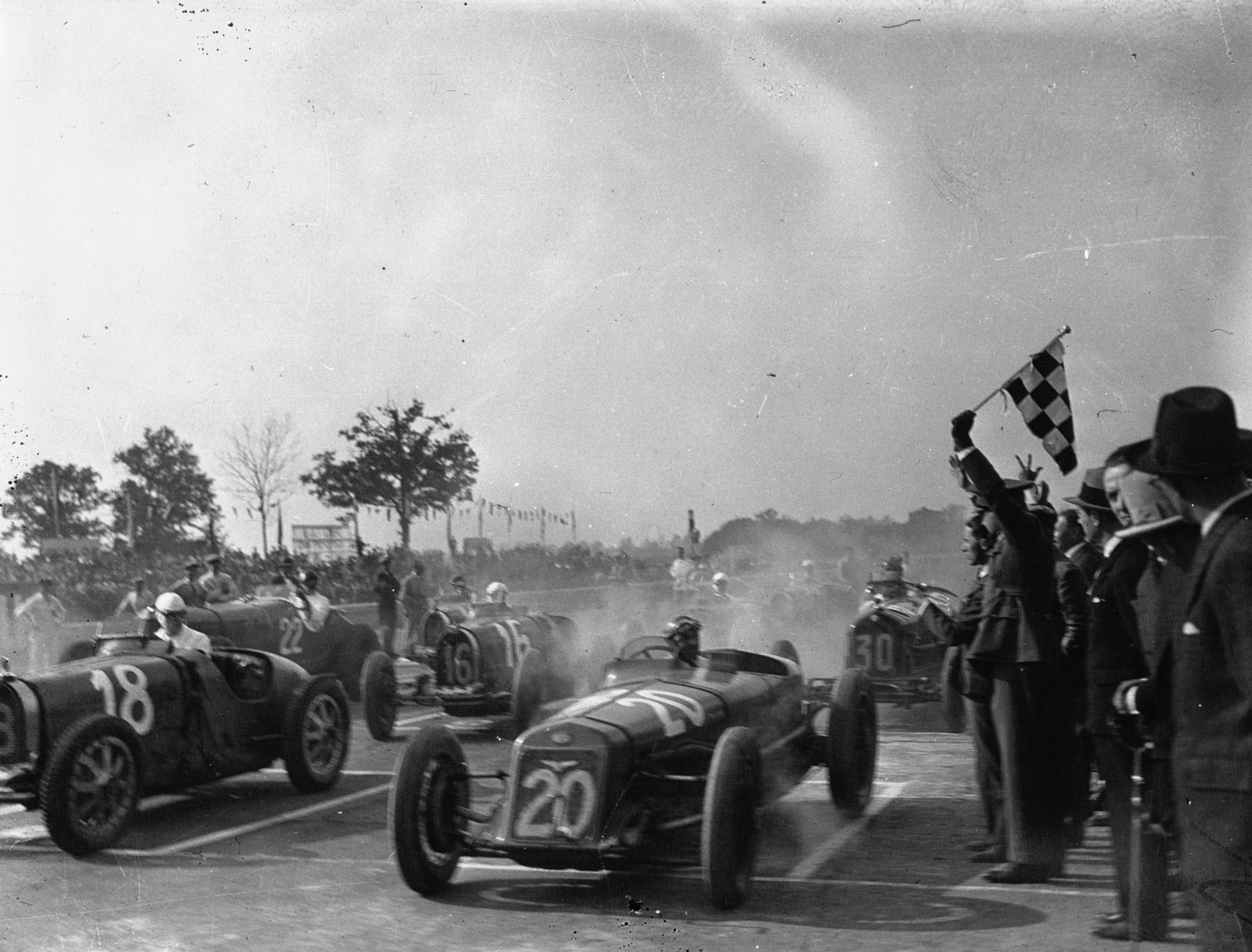
Au départ du Grand Prix automobile d'Italie 1931
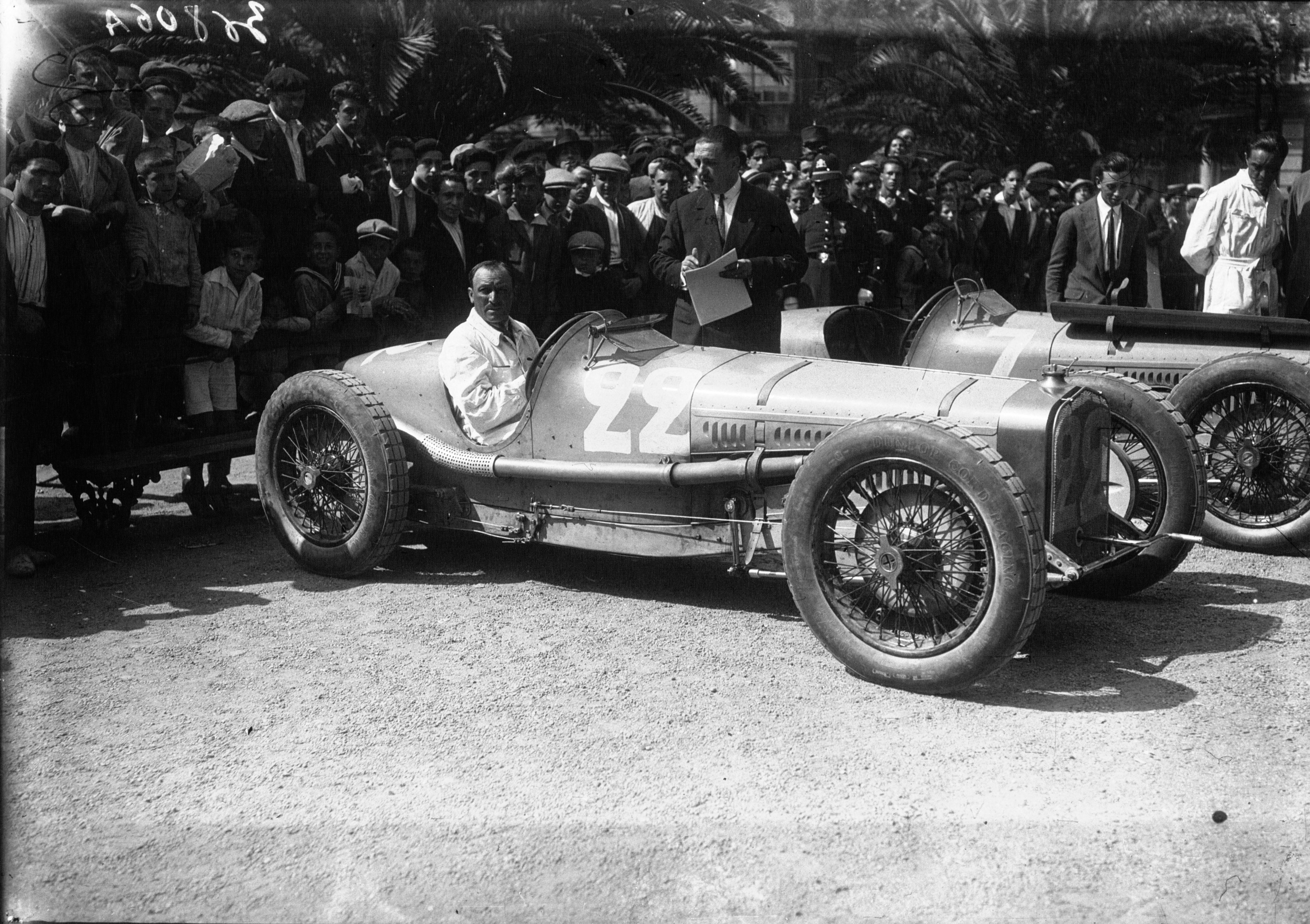
Avec le pilote André Morel au Grand Prix automobile de Saint-Sébastien 1926

Delage se retire de la compétition de Grand Prix, faute de moyen financier, à la suite de la nouvelle règlementation de suppression de limite de cylindrée des Grands Prix automobiles de la saison 1928, pour se concentrer sur sa gamme de voitures routières Delage D6 et Delage D8, jusqu'à son rachat par Delahaye en 1935, avec une seconde place en particulier des Delage D6 3 Litres aux 24 Heures du Mans 1939.  
À compter de 1928, année où Malcolm Campbell remporte en septembre le Grand Prix automobile de Boulogne avec en prime le record du tour, Delage engage jusqu'en 1933, des voitures en Grand Prix catégorie 1,5 L, sous le nom de 15-S8 et de 15-SB. 

## Palmarès

### Titres
- 1927 : Champion du monde des manufacturiers;
- 1926 : 2e du championnat du monde des manufacturiers;

### Victoires
- 1926 :
  - 2e et 4e du Grand Prix automobile de Saint-Sébastien 1926
  - 1er et 3e du Grand Prix automobile de Grande-Bretagne 1926 (Delage 155B, Robert Sénéchal et Louis Wagner);
- 1927 :
  - 1er du Grand Prix automobile de l'Ouverture 1927 (Delage 15S8, Robert Benoit, avec record du tour);
  - 1er, 2e et 3 e du Grand Prix automobile de France 1927 (Delage 15S8, Robert Benoist, avec record du tour);
  - 1er et 3e du Grand Prix automobile d'Espagne 1927 (Delage 155B, Robert Benoist, avec record du tour);
  - 1er du Grand Prix automobile d'Italie 1927 (Delage 155B, Robert Benoist, avec record du tour);
  - 1er, 2e et 3e du Grand Prix automobile de Grande-Bretagne 1927 (Delage 155B, Robert Benoist);
  - 2e et 4e du Grand Prix automobile de Saint-Sébastien 1926 (Delage 155B, Edmond Bourlier et Robert Sénéchal).
- 1928 : 
  - 1er du Grand Prix automobile de Boulogne (Delage 15S8, Malcolm Campbell)
- 1929 :
  - 7e des 500 miles d'Indianapolis 1929 (Louis Chiron)[5]